# کاریوا، نیگاتا
کاریوا، نیگاتا (به لاتین: Kariwa, Niigata) یک منطقهٔ مسکونی در ژاپن است که در Kariwa District واقع شده‌است. کاریوا ۲۶٫۲۷ کیلومتر مربع مساحت و ۴٬۷۴۲ نفر جمعیت دارد.